# Tercer acto
Tercer acto es un disco de la banda argentina de heavy metal Logos, lanzado en 1998.

## Lista de canciones
| N.º | Título                                | Escritor(es)                                     | Duración |  |
| 1.  | «Muerte sin gloria»                   | Alberto Zamarbide, Miguel Roldán                 | 3:51     |  |
| 2.  | «Asesinos de la memoria»              | Zamarbide, Roldán                                | 3:07     |  |
| 3.  | «Confusión mental»                    | Zamarbide, Roldán                                | 4:48     |  |
| 4.  | «No te rindas»                        | Zamarbide, Roldán                                | 4:05     |  |
| 5.  | «¿Quién dijo?»                        | Zamarbide, Adrián Cenci                          | 3:25     |  |
| 6.  | «Arden en el cielo»                   | Zamarbide, Roldán                                | 3:08     |  |
| 7.  | «Necios»                              | Roldán                                           | 3:21     |  |
| 8.  | «Cuando asecha la maldad»             | Roldán                                           | 6:22     |  |
| 9.  | «Ven a la eternidad»                  | Roldán                                           | 4:40     |  |
| 10. | «Generación mutante»                  | Roldán                                           | 4:49     |  |
| 11. | «Miedo a la libertad»                 | Zamarbide, Roldán                                | 3:45     |  |
| 12. | «Marginado»                           | Zamarbide, Roldán                                | 4:16     |  |
| 13. | «Decide por ti mismo»                 | Zamarbide, Roldán                                | 3:38     |  |
| 14. | «A través de los tiempos»             | Zamarbide, Roldán, Osvaldo Civile, Gustavo Rowek | 4:35     |  |
| 15. | «Como relámpago en la oscuridad»      | Roldán                                           | 5:28     |  |
| 16. | «En la ciudad violenta» (Bonus track) | Roldán                                           | 3:44     |  |

## Créditos y personal
- Alberto Zamarbide: voz.
- Miguel Roldán: guitarra y coros.
- Fernando Scarcella: batería.
- Machi Madco: bajo.

## Ficha técnica
El álbum fue grabado en vivo en el auditorio Promúsica, en Buenos Aires, Argentina, a excepción de la versión acústica de la canción En la ciudad violenta, grabada en el estudio El Zoológico, en Buenos Aires, Argentina.